# Bořivoj Penc
Bořivoj Penc (19. ledna 1936 Praha – 26. června 2018 Praha) byl český herec a komik, od roku 1983 do své smrti člen Divadla Járy Cimrmana. Jako cimrmanolog užíval titulu doktor (Dr.).

## Život
Původně pracoval jako nástrojař.
Od základní školy se znal se Zdeňkem Svěrákem, se kterým seděl v lavici, a roku 1983 na jeho pozvání posílil herecký ansámbl Divadla Járy Cimrmana. Stal se tak jedním z mála (nezakládajících) členů divadla, který se stal hercem, aniž by předtím strávil nějakou dobu jako jeho kulisák nebo technik.
V divadle účinkoval ve všech hrách mimo Aktu, obvykle alternoval s Jaroslavem Weiglem nebo s Janem Hrabětou. V malých rolích se objevil také ve filmu a televizi.

## Divadelní hry
- Afrika (Ludwig von Úvaly u Prahy)
- Blaník (Hynek z Michle)
- Cimrman v říši hudby (Krišna)
- České nebe (Jan Hus, maršál Radecký)
- Dlouhý, Široký a Krátkozraký (král)
- Dobytí severního pólu (náčelník Karel Němec)
- Hospoda na Mýtince (student cimrmanologie a Trachta p. i.)
- Lijavec (správcová)
- Němý Bobeš aneb Český Tarzan (Marta, hostinský a sluha)
- Posel z Liptákova (matka, Ptáček)
- Švestka (Blažej Motyčka)
- Vražda v salonním coupé (továrník Bierhanzel)
- Vyšetřování ztráty třídní knihy (inspektor)
- Záskok (doktor Vypich)

## Filmy
- Pražákům, těm je hej
- Nejistá sezóna
- Obecná škola
- Lotrando a Zubejda
- Vratné lahve
- Tři bratři

## Seriály
- Bylo nás pět
- Případy detektivní kanceláře Ostrozrak